# Dip & Dap
Dip & Dap is een kinderprogramma dat op Z@ppelin bij de AVRO wordt uitgezonden. Dip en Dap is een tekenfilmserie over twee jonge giraffen.
Dip, het mannetje, en Dap, het vrouwtje, zijn twee jonge giraffen en zijn altijd goedlachs. De lach van het duo werkt zeer aanstekelijk.
De verhaaltjes over het duo zijn zeer eenvoudig. Dip en Dap komen elke keer in een nieuwe omgeving en situatie terecht. Ze zijn net als de doelgroep zeer nieuwsgierig. Zo willen ze van alles weten, aanraken en nieuwe dingen uitproberen. Op deze manier leren ze van en met elkaar.
De figuurtjes en vriendjes van Dip en Dap zijn gebaseerd op tekeningen van de tekenares Jet Middag. De afleveringen van de serie worden geschreven en getekend door Jasper Polane. De verhalen zijn ingesproken door Aart Staartjes.